# Encres de Loire
Encres de Loire est une revue trimestrielle concernant les métiers du livre et la littérature. La revue est éditée par le conseil régional des Pays de la Loire. Elle est distribuée gratuitement à l'ensemble des établissements scolaires du secondaire (collèges et lycées) de l'académie de Nantes, ainsi qu'aux professionnels de l'édition et aux librairies.
Préparé au cours de l'année 1996, la revue a publié son premier numéro en janvier 1997.
Depuis le no 43, paru en janvier 2008, la revue a adopté un format tabloïd.
Chaque numéro présente les nouveautés littéraires nationales et francophones, les rencontres locales avec des écrivains, les rendez-vous littéraires, les salons du livres et les expositions temporaires ouvertes dans la région. 
La revue publie également un supplément à chaque numéro, qui répertorie les éditeurs et les structures éditrices de la région, ainsi qu'un recensement des livres concernant les Pays de la Loire.
Le dernier numéro de la revue a été publié en mars 2014 (n° 67).
De nombreux numéros ont présenté soit un écrivain célèbre, soit un thème particulier :
- no 1 : Michel Ragon
- no 5 : Jules Verne
- no 7 : Jean Rouaud
- no 8 : Martin Winckler
- no 9 : Jean-Loup Trassard
- no 13: Alfred Jarry
- no 14: Yves Viollier
- no 15: Rabelais
- no 16: René Etiemble
- no 17: Hélène et René Guy Cadou
- no 19: Maurice Fourré
- no 20: Pierre Michon
- no 21: Jean Yole
- no 23: Alain Gerbault
- no 25: La BD en Pays de la Loire
- no 29: Littérature étrangère en Pays de la Loire
- no 30: Livre d'art et beau livre
- no 31: Poésie en Pays de la Loire
- no 32: Jules Verne (dossier)
- no 33: Panorama des Ateliers d'écriture
- no 35: Les adolescents et la lecture
- no 38: Loire et littérature
- no 39: Livre et Internet
- no 42: Livre numérique
- no 43: Julien Gracq
- no 45: La Bibliothèque Toussaint à Angers